# 天草四郎の犯罪
『天草四郎の犯罪』（あまくさしろうのはんざい）は、西村京太郎の長編推理小説。2008年に中央公論新社から刊行された。
江戸時代最大の反乱である島原の乱を下敷きとした作品である。物語は、謎の男・天草四郎をめぐって展開するが、作品中には島原の乱の概要や、史実上の天草四郎についての記述が登場する。

## ストーリー
甲州街道付近の路上で強盗事件が発生する。犯人の二人組は、近くに車を止めていたカップルを襲撃し、現金を奪うと被害者の車を奪って逃走した。警察に追われた犯人は、明治大学の近くで車を乗り捨てると、近くの公園に逃走、そこで杖をついた背の高い男と遭遇する。『行きがけの駄賃』とばかりに、この男からも現金を奪おうとする二人組。ところが次の瞬間、二人組は男に杖一本で退治されていた。
直後に到着した警察に、男は「天草四郎」（てんぐさしろう）と書かれた名刺を渡し、ただ近くを散歩していただけと告げる。この、島原の乱の指導者だった人物とそっくりな名前を持つ男は、その後も宝石強盗を叩きのめしたり、リコール問題で騒ぎになっている自動車会社の社長・小池清一郎を襲撃した男を捕縛したりと大活躍する。
男はついには、小池社長の推薦で、汚職問題に悩む前総理大臣の顧問弁護士をしている三枝弁護士のボディーガードを務めることになった。その三枝弁護士と小池社長、そして問題の前総理である大垣氏の三人が湘南の別荘にいると、今度は『平成維新』を名乗るテロリストが別荘を襲撃する。待ち構えていた天草に全員撃退されるが、その過程で天草も腕に傷を負ってしまった。
「現代のヒーロー」が入院したことで、世間の同情は一気に天草に集中する。そんな中、宝石強盗の事件で天草と関わり、彼の素性に興味を持っていた十津川警部は、旧友である中央新聞の田島記者から「天草には何かある」と聞かされた。
その数日後、天草は睡眠薬による自殺を図り、意識不明の重体に陥る。遺書には、自分の本名は「てんぐさ」ではなく「天草四郎」であり、自分と同じ名を持つ島原の乱の指導者が戦った原城跡を何とか有名にしたいと頑張ってきたが、それを果たせずにいる自分に嫌気がさしたと書かれていた。
この遺書が公表されると、二度も命を救われた小池社長をはじめ、全国から寄付が集まり、かろうじて意識を取り戻した天草の号令で記念館が建設されることになる。そんな中、警視庁に合気道の師範を務めているという沢田と名乗る人物から「天草の武術は『殺陣』ではないか？」という投書が届く。

## 登場人物

### 警視庁捜査一課
- 十津川省三
- 亀井定雄
- 西本明
- 三田村功
- 北条早苗
- 本田時孝
- 三上刑事部長

- 柳田警部

### 事件関係者
- 天草四郎 - 島原の乱の指導者とそっくりな名前を持つ謎の男。なぜか事件に出くわすことが多く、その度に犯人を杖一本でたたきのめしている。
- 田島記者 - 十津川の旧友で中央新聞・社会部の記者。天草の武勇伝に疑問を持ち、十津川にその事を伝える。
- 小池清一郎 - 自動車メーカーの社長。リコール問題を抱える最中、暴漢に襲われたところを天草に助けられる。
- 小松原 - 外務大臣。自分の後援者である小池社長が襲撃され、病院に駆け付けたところで天草と知り合う。
- 三枝 - 弁護士。小池社長の勧めで天草を護衛に雇う。後日、別荘にいるところをテロリストに襲撃されるが、天草の命がけの護衛により生還する。
- 大垣 - 前総理。小池社長・三枝弁護士と別荘にいるところをテロリストに襲撃され、天草に助けられる。
- 天草典子 - 島原に住むという女性。天草の母親だという。

### 天草に退治された犯罪者たち
- カップル強盗団
  - 戸田圭介 - 天草が世に出るきっかけとなった、強盗事件を起こした二人組の片割れ。天草に襲いかかって返り討ちに。30歳
  - 小西慎二 - 戸田の相棒。二人揃って天草に叩きのめされる。37歳。
- 宝石強盗団
  - 村田実 - 逃走しようとして天草と鉢合わせしてしまい、彼の武術に敗れて捕縛される。35歳。
  - 阿川慎太郎 - 35歳。
  - 長池俊介 - 32歳。
  - 大内幸雄 - 36歳。
- 小池清一郎社長襲撃犯
  - 尾崎健二 - 「友人が事故に遭った原因はお前にある」として、小池清一郎社長を襲撃した男。やはり天草に撃退された。38歳。
- テロ組織『平成維新』
  - 合田肇 - リーダー格。「昭和維新」の再現を計画していたようだが、部下ともども天草に撃退された。40歳。
  - 島田隆史 - 天草に斬りかかってけがを負わせるが、直後になぎ倒されて昏倒。33歳。
  - 浅野俊一 - 25歳。
  - 黒川聡 - 39歳。

### 天草四郎に懐疑的な人々
- 沢田一心 - 板橋区に道場を構える合気道の師範。宝石強盗を天草が撃退した場面に居合わせており、天草の武術がやらせではないかと疑い、警視庁に告発する。
- 谷田公誠 - 棒術の師範。沢田師範と同様、天草の武術に疑念を抱き決闘を申し込むが、直後に天草が暴漢に襲われたせいでその計画はお流れになる。
- 小林亜矢子 - 高校教師。担当は日本史で、天草の素性を疑い、警察に調査をするよう投書する。
- 本橋光一郎 - 元教師で、『日本キリシタン史研究会』の代表。天草の活躍を知り、会で百万円を寄付したが、上記の3人が抱いた疑念を知るや、天草を詐欺罪で告発する。
- 宇田川弁護士 - 結局、告発が受理されなかった『日本キリシタン史研究会』の仇打ちとばかりに、天草を告発した弁護士グループの代表。

### その他
- 三浦勝 - 強盗を働き、逮捕された戸田圭介・小西慎二の友人。
- 江上徹 - 宇田川弁護士が召喚した2人目の証人。凧揚げ大会を撮影しようとして、同時にとんでもない物を撮影してしまう。
- 天草四郎 - 本名「益田四郎時貞」。島原の乱の指導者。同姓同名の人物が出現したことで、おかしな事件に発展する。